# 氧化钠
氧化钠，化學式Na2O，是钠的正常氧化物，常温下是白色固体。其性质极活泼，为碱性氧化物，与水反应生成氢氧化钠。在空气中加热能生成浅黄色的过氧化钠。

## 製備
氧化鈉可由鈉和氧反應製得：
{\displaystyle \ 4Na+O_{2}\to 2Na_{2}O}
氧化鈉也能直接藉由燃燒鈉而得，但是這樣會產生20%的過氧化鈉：
解析失败 (SVG（MathML可通过浏览器插件启用）：从服务器“http://localhost:6011/zh.wikipedia.org/v1/”返回无效的响应（“Math extension cannot connect to Restbase.”）：): {\displaystyle \ 6Na+2O_2\to 2Na_2O+Na_2O_2}

將熔融狀態的鈉金屬與硝酸鈉反應，也能製取氧化鈉：
{\displaystyle \ 10Na+2NaNO_{3}\to 6Na_{2}O+N_{2}\uparrow }

## 相關化學反应
- 与水反应：

{\displaystyle \ Na_{2}O+H_{2}O\to 2NaOH}
- 与酸反应：

{\displaystyle \ Na_{2}O+2HCl\to 2NaCl+H_{2}O}
- 与氧反应：

{\displaystyle \ 2Na_{2}O+O_{2}\to 2Na_{2}O_{2}}
- 与二氧化碳反应：

{\displaystyle \ Na_{2}O+CO_{2}\to Na_{2}CO_{3}}